# Elezioni parlamentari in Turchia del 1946
Le elezioni parlamentari in Turchia del 1946 si tennero il 21 luglio e videro la vittoria per il Partito Popolare Repubblicano, che ottenne 395 dei 465 seggi.
Si trattò delle prime consultazioni multipartitiche nella storia del Paese; per esse fu adottato il sistema elettorale plurinominale maggioritario.

## Risultati
| Liste                         | Voti | % | Seggi |
| ----------------------------- | ---- | - | ----- |
| Partito Popolare Repubblicano |      |   | 395   |
| Partito Democratico           |      |   | 64    |
| Indipendenti                  |      |   | 6     |
| Totale                        |      |   | 465   |